# Пац, Николай Доминикович
 Николай Доминикович Пац (? — 1595) — государственный деятель Великого княжества Литовского, подкоморий берестейский (1579—1595).

## Биография
Представитель литовского магнатского рода Пацов герба «Гоздава». Младший сын каштеляна смоленского Доминика Николаевича Паца (ум. 1579) и Анны Андреевны Лозы. Старший брат — воевода минский Ян Пац (ок. 1550—1610).
С 1579 года Николай Пац носил звание подкомория берестейского, владел имениями в Берестейском повете.
Около 1585 года женился на Софии Богдановне Сапеге (ум. ок. 1630), дочери воеводы минского Богдана Павловича Сапеги (? — 1593) и Марины Андреевны Капустянки (ум. ок. 1570). Дети:
- Стефан Пац (1587—1640), подскарбий надворный литовский (1630), подскарбий великий литовский (1630—1635), подканцлер великий литовский (1635—1640), староста брестский
- Самуил Пац (1590—1627), ротмистр, полковник и региментарий, хорунжий великий литовский (1623—1627)
- Теофил Пац (ум. после 1609)
- Богдан (Деодат) Пац
- Ева Пац, жена воеводы смоленского Александра Гонсевского (ок. 1575—1639)
- Анна Пац, жена старосты стоклишского Кшиштофа Келчевского